# Гіт (велотрек)

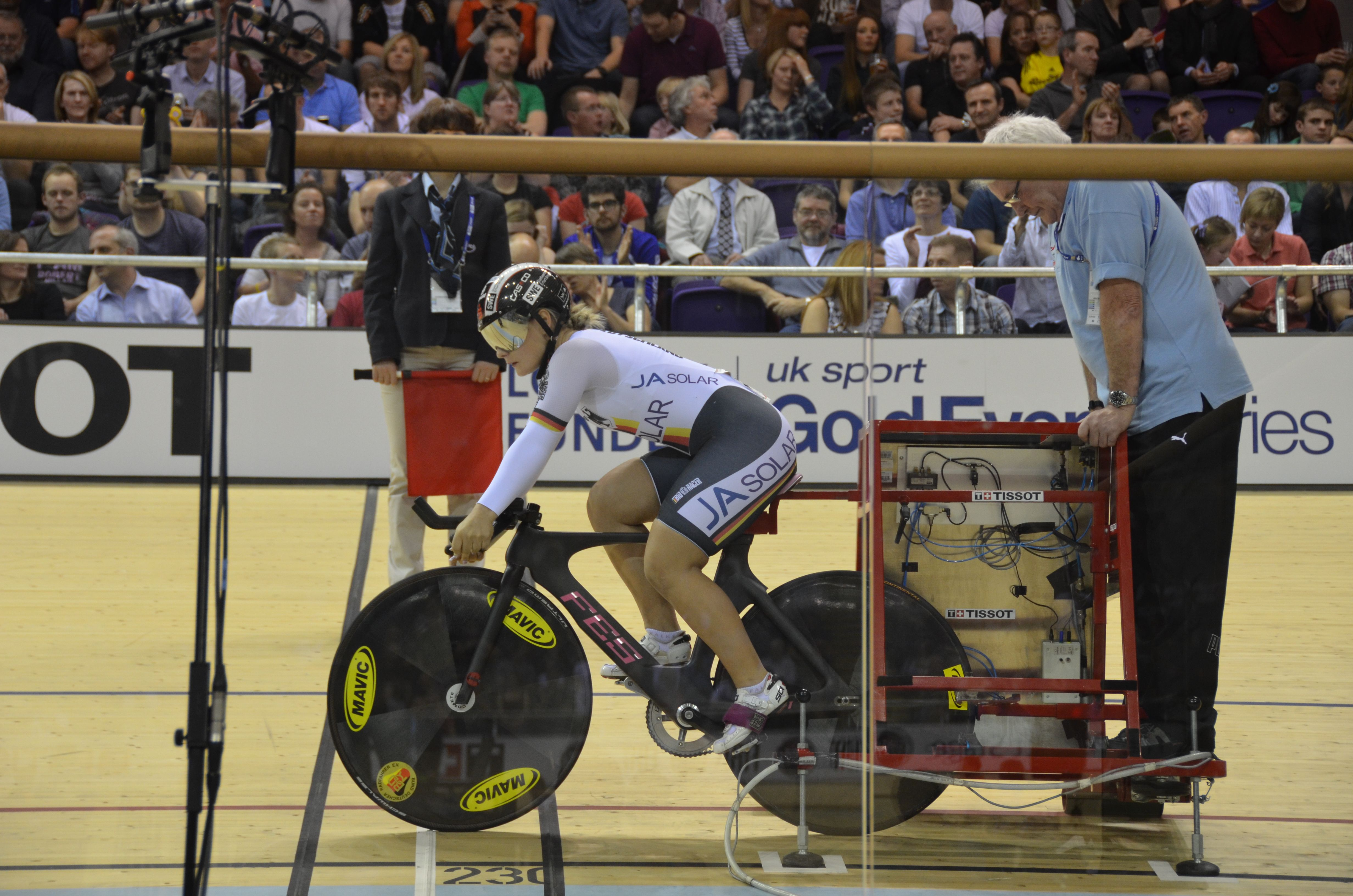
Крістіна Фоґель на старті гіту на 500 м.

Гіт — індивідуальна дисципліна у велоспорті, що передбачає змагання на час. До 2008 року гіт входив до складу олімпійських велодисциплін.

## Історія
Гіт вперше увійшов в програму чемпіонатів світу 1966 року на змаганнях у Франкфурт-на-Майні. Жінки почали виступати у гіті на чемпіонатах світу з 1995 року.
На Олімпійських іграх гіт був серед перших дисциплін, серед яких проходили змагання на перших новітніх іграх 1896 року. Першим олімпійським чемпіоном у гіті став француз Поль Массон. Однак, дистанція гіту для чоловіків змінювалась з роками від 333,3 м на перших змаганнях до 1 км в сучасних. Жінки вперше розіграли комплект нагород в гіті на Іграх 2000 року в Сіднеї. Тоді перемогу здобула французька велоперегонниця Фелісія Баланже. Після Ігор 2004 в Афінах гіт зняли з програми олімпійських змагань.

## Правила
Старт може здійснюватися з місця або з ходу. Завданням велоперегонника є найшвидше подолання дистанції шляхом розвитку максимальної швидкості й підтримки її до фінішу. Ця дисципліна не вимагає особливої тактики — необхідні лише сила та техніка. Результат фіксується з точністю до тисячних часток секунди.
Існує декілька різновидів гіту:
- Гіт у класичному вигляді — перегони з місця на 1000 м у чоловіків та на 500 м у жінок. Через довжину дистанції гіт часто називають «кілометр».
- Гіт з ходу — велосипедист стартує з ходу, дистанції 200, 500, 1000 м. Гіт з ходу на 200 м проводять для відбору і класифікації перегонників у спринті та як одна із дисциплін омніуму. Для розгону встановлюють дистанції, залежно від довжини треку: трек 250 м — 3,5 кола; трек 333,333 м — 2,5 кола. Якщо результати однакові, перегонники розподіляються за кращим часом проходження останніх 100 метрів[1].